# 随登云
随登云，辽阳卫（今辽宁辽阳）人，是一名清朝政治人物。诸生出身。
随登云曾于1648年接替高维乾任嘉定县知县一职，1652年由查逢盛接任。